# La Bonne Combine
Pour plus de détails, voir Fiche technique et Distribution.
La Bonne Combine (titre original : Mister 880) est un film américain en noir et blanc réalisé par Edmund Goulding d'après une histoire vraie, et sorti en 1950.

## Synopsis
Un faux-monnayeur parvient, depuis dix ans, à échapper aux agents du Trésor Américain, non pas parce qu'il est un expert hors du commun, mais au contraire, parce que son amateurisme fait qu'il n'imprime que cinquante billets d'un dollar par mois. L'agent Steve Buchanan tente de l'épingler. On ne peut pas se tromper sur l'origine de ses billets : ils sont mal imités et comportent même une faute d'orthographe au mot Washington. Les indices recueillis par Steve le conduisent à une jolie femme, Ann Winslow, interprète à l'ONU. Dans l'espoir de la piéger, il s'arrange pour la rencontrer incognito et sortir avec elle.

## Une histoire vraie
Le film est fondé sur la véritable histoire d'Emerich Juettner (en), un vieil homme qui contrefaisait juste assez d'argent pour survivre petitement, en faisait attention où et quand écouler ses faux billets d'un dollar, ce qui lui a permis d'échapper aux autorités pendant dix ans, malgré la mauvaise qualité de ses contrefaçons et l'intérêt croissant porté à son cas. Juettner a été arrêté en 1948 et a purgé une peine de quatre mois de prison. Il a gagné plus d'argent grâce à la sortie du film qu'il n'en avait gagné au cours de toute sa carrière de faux-monnayeur. Il avait été invité à l'avant-première du film.

## Fiche technique
- Titre français : La Bonne Combine
- Titre original : Mister 880
- Réalisation : Edmund Goulding
- Scénario : Robert Riskin, d'après un article de St. Clair McKelway : True Tales from the Annals of Crime & Rascality
- Photographie : Joseph LaShelle
- Montage : Robert Fritch
- Musique : Sol Kaplan
- Direction musicale : Lionel Newman
- Costumes : William Travilla
- Production : Julian Blaustein
- Société de production : 20th Century Fox
- Société(s) de distribution : 20th Century Fox
- Pays d'origine :  États-Unis
- Langue originale : anglais
- Format : noir et blanc – 1,33:1 — 35 mm – son : mono (Western Electric Recording)
- Genre : comédie dramatique
- Durée : 90 minutes
- Dates de sortie : 
  - États-Unis : 29 septembre 1950
  - France : 1er mai 1951

## Distribution
- Burt Lancaster : Steve Buchanan
- Dorothy McGuire : Ann Winslow
- Edmund Gwenn : "Skipper" Miller
- Millard Mitchell : "Mac" Mc Intire
- Minor Watson : le juge O'Neil
- Hugh Sanders : Thad Mitchell
- Howard St-John : le chef
- James Millican : Olie Johnson

Acteurs non crédités
- Rico Alaniz : Carlos, l'interprète espagnol
- Billy Gray : Mickey
- Larry Keating : James F. Lee
- Herb Vigran : Carny Barker

## Récompenses et distinctions
- Golden Globe du meilleur acteur dans un second rôle pour Edmund Gwenn (1944)
- Nommination à l’Oscar du meilleur acteur dans un second rôle pour Edmund Gwenn.
- Prix Edgar-Allan-Poe du meilleur scénario, en 1951 pour Robert Riskin.